# Cascada del Nant y Fall
Las cascadas del Nant y Fall (en galés: arroyo de los Saltos) son unos saltos de agua del río Nant y Fall (afluente del río Corintos), ubicados al sudeste del valle 16 de Octubre, departamento Futaleufú, provincia del Chubut, Argentina.

## Características
Se encuentran a unos 20 km de Trevelin, a 540 m s. n. m. Desde 1994 existe una Área Natural Protegida.
El río Nant y Fall es el desagüe natural del Lago Rosario y en su trayecto hacia el río Corintos y Futaleufú forma una serie de imponentes caídas de agua, entre ellas, La Petisa, Las Mellizas y el Salto Grande.
Además, desde este lugar se puede apreciar el cerro Trono de las Nubes (en galés: Gorsedd y Cwmwl), que se encuentra ubicado al frente de la reserva, como así también se puede visualizar el Valle 16 de Octubre. La reserva se encuentra abierta al público durante todo el año y cuenta con guardafauna permanente. Posee baños públicos y proveeduría, y también un área de recreación diurna y un balneario.